# ضتع
ضَتَع (الاسم العلمي: Brachycaudus)، جنس حشرات من فصيلة المنية.